# Карл Райнеке
Карл Гайнріх Карстен Райнеке (23 липня 1824 — 10 березня 1910) — німецький композитор, диригент, піаніст і педагог.

## Біографія
Райнеке народився в Альтоні, Гамбург, Німеччина; до 1864 містечко було під данським управлінням. Його батько, Йоганн Петер Рудольф Райнеке, музичний вчитель, навчав його. Карл почав писати музику у віці семи років, і його перший публічний концерт як піаніста відбувся, коли йому було дванадцять років.
Коли Карлу було 19, він здійснив свій перший концертний тур по Данії та Швеції. Після перебування у Лейпцигу, де він вчився у Фелікса Мендельсона, Роберта Шумана і Ференца Ліста, Райнеке поїхав у тур із Кьоніґсльовом і Вільгельмом Йозефом фон Василевським (пізніший біограф Шумана) у північну Німеччину та Данію. У 1846 році Райнеке був призначений придворним піаністом Кристіана VIII у Копенгагені. Там він перебував до 1848 року, після чого покинув посаду та вирушив до Парижа. Загалом написав чотири концерти для свого інструмента (та багато каденцій творів інших композиторів, включаючи велику збірку, опубліковану як його opus 87.), для скрипки, віолончелі, арфи та флейти з оркестром. Узимку 1850-51, Карл Шурц розповідав, що відвідував щотижневі музичні вечори у Парижі, де Райнеке був присутнім.
У 1851 році Райнеке став професором Кельнської консерваторії. У наступні роки його призначено музичним директором Бармену, згодом віні став академіком, музичним директором і диригентом Академії співу у Вроцлаві.
У 1860 році Райнеке призначено директором концертів Ґевандгаус оркестру в Лейпцизі і професором композиції та фортепіано в консерваторії. Він очолював оркестр більше ніж три декади до 1895 року. Він диригував прем'єрами такими як повна семичастинна версія «Німецького реквієму» Брамса (1869). У 1865 Ґевандгаусд-квартет зіграв прем'єру фортепіанного квінтету Брамса, а у 1892 його ре-мажорний струнний квартет.
Райнеке найбільше відомий завдяки своїй флейтовій сонаті «Ундіна», але також знаний як один із найвпливовіших і різноманітних музикантів свого часу. Він працював учителем 35 років до 1902. Його учнями були Микола Лисенко, Едвард Гріг, Безл Гарвуд, Чарлз-Вільєрс Стенфорд, Крістіан Зіндінґ, Леош Яначек, Констанца Ербічеану, Ісаак Альбеніс, Август-Макс Фідлер, Вальтек Німан, Йоган Свендсен, Ріхард Франк, Фелікс Вайнгартнер, Макс Брух, Мікалоюс-Константінас Чюрльоніс, Ернест Гатчесон, Фелікс Фокс, Авґуст Віндінґ і багато інших.
Після того, як Райнеке полишив роботу в консерваторії, він присвятив свій час композиції, опублікувавши майже триста творів. Він написав декілька опер (жодна з них не виконується сьогодні), включаючи «Короля Манфреда». У цей час він часто їздив з концертними турами у Велику Британію та інші країни. Його стиль фортепіанної гри характеризувався витонченістю та грацією, тож можливо він був колись неперевершеним виконавцем й акомпаніатором творів Моцарта.